# Убивство Катерини Гандзюк
Убивство Катерини Гандзюк — кримінальний злочин, скоєний проти української активістки, політичної діячки та волонтерки Катерини Гандзюк 31 липня 2018 року біля її житла в Херсоні. Політичне вбивство набуло великого розголосу в Україні (зокрема, спричинило рух «Хто замовив Катю Гандзюк?») та викликало реакції у світі.

## Перебіг подій
31 липня 2018 року близько 8:30 невідомий облив Катерину Гандзюк сульфатною кислотою. Напад стався біля будинку, де мешкала політична діячка, в той час, коли вона йшла на роботу.
Гандзюк доставили у реанімаційне відділення обласної лікарні у шоковому стані. Опіки становили понад 40 % тіла. Кислота потрапила жінці на спину, голову, руку, а також в око.
4 листопада Катерина Гандзюк померла. Офіційна причина смерті — поліорганна недостатність та хімічні опіки із залученням 39 % тіла внаслідок нападу з використанням хімічної речовини.

## Розслідування
Спочатку кримінальну справу було відкрито за ч. 4 ст. 296 ККУ (хуліганство), згодом злочин перекваліфікували на умисні тяжкі тілесні ушкодження, вчинені з метою залякування потерпілого (ч. 2 ст. 121). Згодом справу перекваліфікували на «замах на вбивство з особливою жорстокістю». Адвокатка Гандзюк Євгенія Закревська домоглася, щоб було додано кваліфікацію вбивства як замовного. Після смерті Гандзюк поліція перекваліфікувала справу на статтю «Умисне вбивство» Кримінального кодексу України.
1 серпня потерпілу санітарним бортом терміново доправили до Києва та надали державну охорону.
Через недовіру до херсонської поліції і підозри в її причетності до нападу Гандзюк відмовилась від співпраці з нею. Натомість, 2 серпня вона дала свідчення оперативникам Департаменту стратегічних розслідувань (ДСР), які відвідали Гандзюк за місцем лікування в Київському опіковому центрі.
Станом на початок серпня 2018 пошуки нападника тривали. Складено фоторобот нападника та оголошено винагороду за будь-яку інформацію, яка дозволить його ідентифікувати.  Генеральний прокурор України Юрій Луценко взяв під особистий контроль кримінальне провадження за фактом нападу на Катерину Гандзюк. Найімовірнішою причиною нападу вважають громадську діяльність Гандзюк.

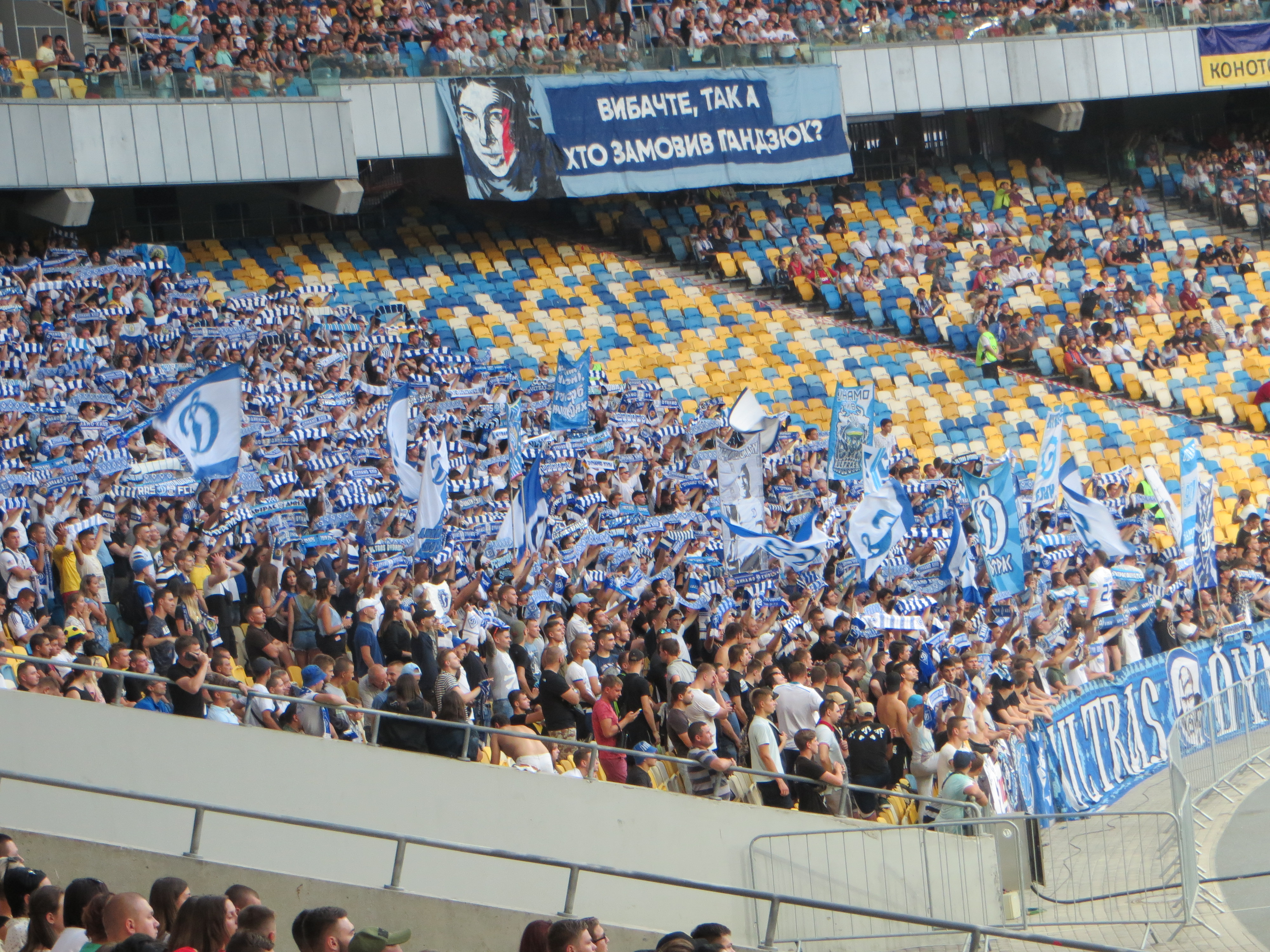
Банер уболівальників київського «Динамо»

3 серпня міністр внутрішніх справ Арсен Аваков заявив про затримання підозрюваного в нападі на Гандзюк, ним виявився Микола Новіков. 6 серпня Херсонський міський суд обрав запобіжний захід для підозрюваного у вигляді тримання під вартою. Згодом Новікова визнали непричетним до скоєння злочину.
17 серпня 2018 року затримано двох громадян України, які за версією слідства є співучасниками організації замаху — Володимира Васяновича та Сергія Торбіна. Прокурор зазначив, що на них як співучасників замаху на Гандзюк вказують свідчення інших учасників справи — Горбунова, Грабчука та Вишневського. Усі виконавці є колишніми учасниками війни на Донбасі, розвідниками п'ятого батальйону Української добровольчої армії.
Херсонський міський суд 21 серпня 2018 року ухвалив рішення про тримання під вартою терміном на 60 діб без права внесення застави для обох.
13 вересня один з підозрюваних у скоєнні замаху — Володимир Васянович назвав організатором злочину Сергія Торбіна.
За версією слідства, 6 липня 2018 року Віктор Горбунов купив дві пляшки розчину акумуляторної сірчаної кислоти в Каховці. Під час допиту Горбунов заявив, що Торбін запропонував йому, Вишневському, Васяновичу та Грабчуку організувати напад і обіцяв заплатити кожному по 500 доларів США. Торбін також надав власний автомобіль, який використовували в день нападу. Поки Вишневський і Васянович стежили, коли за Катериною Гандзюк приїде службовий автомобіль, Грабчук підбіг до жертви й облив її кислотою. Всі затримані, крім Торбіна, визнали свою провину і пішли на співпрацю зі слідством. Торбін, який, за версією слідства, був головним у групі організаторів, свідчень не дав, своєї провини не визнав. Торбін запевняв, що в нього не було жодних претензій до Катерини Гандзюк.
17 жовтня 2018 року Херсонський міський суд на два місяці продовжив арешт Сергію Торбіну.
У жовтні під домашній арешт із СІЗО суд відпустив трьох фігурантів справи про напад на радника мера Херсона Катерину Гандзюк: Віктора Горбунова, Володимира Васяновича та В'ячеслава Вишневського.
5 листопада 2018 активісти ініціативи «Хто замовив Катю Гандзюк» назвали причину смерті радниці міського голови Херсона Катерини Гандзюк і вказали на слід помічника депутата від Блоку Петра Порошенка Миколи Паламарчука — Ігоря Павловського, а 12 листопада Павловського арештували без права застави.
6 листопада Верховна рада створила Тимчасову слідчу комісію з 18 народних депутатів.
4 грудня 2018 року ГПУ оголосила підозру Левіну. Він виїхав з України того дня, коли поліція затримала перших підозрюваних у справі. Справжнє ім'я Левіна — Олексій Москаленко. Його своїм близьким другом називає депутат Херсонської облради Микола Ставицький з «Радикальної партії Ляшка» — «Левін» був його помічником.
21 січня СБУ оголосила в розшук ймовірного організатора вбивства — Левіна.
28 січня на засіданні ТСК Віктор Гандзюк, батько Катерини, заявив, що замовниками вбивства є голова Херсонської облради, партієць «Батьківщини» — Владислав Мангер, партієць Блоку Петра Порошенка та голова Херсонської ОДА — Андрій Гордєєв, заступник Гордєєва — Євген Рищук.
7 лютого 2019 журналісти проєкту «Схеми: корупція в деталях» оприлюднили докази зв'язку голови Херсонської обласної ради Владислава Мангера з головним підозрюваним в організації вбивства Гандзюк Левіним. Адвокат Мангера Андрій Мурашкін влітку 2018 року за безцінь здав в оренду базу відпочинку на березі моря ключовому підозрюваному у вбивстві Гандзюк Олексієві Левіну. Це сталося за тиждень до того, як Катерину Гандзюк облили кислотою, що призвело до її смерті. Сам Мурашкін тоді пояснив, що передача бази не була пов'язана зі вбивством Гандзюк, а була результатом його адвокатської діяльності. Сама ж база ніколи не належала Владиславу Мангеру.
8 лютого бюро Херсонської обласної організації ВО «Батьківщина» виключило Мангера з партії, рекомендувавши йому піти у відставку з посади голови Херсонської обласної ради.
11 лютого 2019 голові Херсонської облради Мангеру оголосили підозру в організації убивства Гандзюк.
15 лютого 2019 Шевченківський суд Києва арештував Мангера до 3 березня з правом внесення застави. Сума застави — 2 млн 497 тис. грн. 28 лютого під час проміжного звіту ТСК у ВРУ було прийняте рішення про продовження терміну дії ТСК ще на 3 місяці.
6 березня Шевченківський районний суд відсторонив Мангера від виконання обов'язків голови Херсонської облради до 6 квітня 2019 року. Згодом суд відмовився взяти Мангера під варту та зобов'язав носити електронний засіб стеження.
25 березня журналісти Слідство.Інфо під час свого розслідування вбивства Катерини Гандзюк оприлюднили докази співпраці правоохоронців з підозрюваним Павловським.
4 квітня правоохоронці вручили нову підозру ймовірному посереднику між виконавцями та замовниками вбивства Ігорю Павловському: тепер його підозрюють у «покриванні вбивства». Окрім того, ГПУ змінила підозру ймовірним виконавцям нападу. Сергія Торбіна, В'ячеслава Вишневського, Віктора Горбунова, Володимира Васяновича, Микиту Грабчука тепер підозрюють в умисному завданні тяжких тілесних ушкоджень (ч. 2 ст. 121 ККУ).
24 квітня у ЗМІ з'явилася інформація про пом'якшення підозри В. Мангеру, І. Павловському, С. Торбіну та 4 іншим виконавцям нападу. Мангера В. звинувачують в організації та виконанні злочину (ч.3 ст. 27 та ч.2 ст. 27 ККУ) та умисному тяжкому тілесному ушкодженні, що спричинило смерть потерпілого (ч.2 ст. 121 ККУ).
6 червня виконавці нападу отримали вироки та погодились свідчити проти замовників нападу. Координатора нападу на Гандзюк Сергія Торбіна засудили до 6 років і 6 місяців позбавлення волі, а безпосереднього нападника Микиту Грабчука — до 6 років в'язниці. Володимир Васянович та В'ячеслав Вишневський отримали вирок — 4 роки ув'язнення,  Віктор Горбунов — 3 роки.
19 червня СБУ вперше проводить обшуки по справі Гандзюк у колишніх партійців Блоку Петра Порошенка — Андрія Гордєєва та Євгена Рищука, а також на базі відпочинку, яку адвокат Мангера подарував кримінальному авторитету Левіну.
Того ж дня Ігор Павловський, який заявляв про співпрацю зі слідством, ухилився від допиту. Він не з'являвся і на наступні допити, що призначались слідством.
8 липня почався останній сесійний тиждень, коли ВРУ VIII скликання могла заслухати та затвердити звіт ТСК, яка розслідувала обставини вбивства Катерини Гандзюк та замовних нападів на активістів. Звіт не був включений в порядок денний на жоден з днів сесії. Тому понад 30 ГО підписали спільну заяву-звернення з вимогою заслухати звіт. Як наслідок, 11 липня ВРУ заслухала авторів звіту та затвердила його.
16 липня ГПУ зупинила провадження по Мангеру та Левіну. Оскільки Левін перебуває в розшуку й не було можливості проводити стосовно нього слідчі дії в Україні.
20 січня 2020 в ході спецоперації в Херсоні було проведено обшуки в житлі голови Херсонської ОДА Мангера, колишнього голови Херсонської ОДА Андрія Гордеєва та його заступника Євгена Рищука. В ході операції було затримано й повідомлено про підозру Ігорю Павловському, колишньому помічнику нардепа Миколи Паламарчука. Павловського підозрюють в організації вбивства Гандзюк.

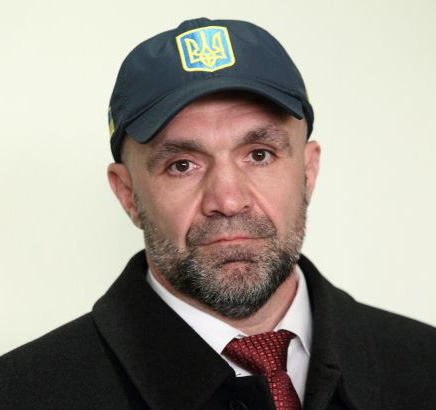
Владислав Мангер, що підозрюється у замовленні нападу на Катерину

25 січня Олексія Левіна (Москаленко) було заарештовано в Бургасі, Болгарія. Його було взято під варту терміном на 40 днів. На суді Левін просив відпустити його під домашній арешт, пояснюючи це проблемами зі здоров'ям. 28 лютого завершується термін подачі апеляції на екстрадиції з боку Левіна. Як заявив Рябошапка, якщо адвокати Левіна не подадуть апеляцію, варто очікувати на його екстрадицію вже 28 лютого. Екстрадицію Левіна мають провести 16 березня, після чого йому оберуть запобіжний захід.
Врешті 16 березня Левіна передали з Болгарії до України, де його було поміщено до СІЗО. Його мали доставити до суду для обрання запобіжного заходу протягом двох діб.
25 березня слідство у справі про вбивство Гандзюк продовжили до 29 липня, до того часу суд розгляне продовження терміну утримання під вартою підозрюваного Олексія Левіна. Попри це, 27 квітня 2020 року було оголошено про завершення досудового розслідування та передачу справи до суду.
27 квітня близько сотні активістів зібралися під будинком, де живе генпрокурорка Ірина Венедиктова, з вимогою продовжити розслідування справи. Іншою вимогою активісти ставили звільнення Венедиктової, яку вони звинувачують у навмисному саботуванні розслідування вбивства Гандзюк.
25 травня Левіну-Москаленку було продовжено арешт на два місяці, до липня.
11 червня Мангер повідомив, що прокуратурою йому вручено клопотання про «зміну запобіжного заходу на тримання під вартою» через ймовірні погрози свідкам у справі. Згодом Мангер ліг до лікарні, заявивши про проблеми із серцем. 
15 червня Печерський суд Києва постановив затримати Мангера.
16 червня засідання суду було перенесено після заяви захисту про відвід суддів. 
17 червня активісти влаштували під Офісом президента нічний мітинг з вимогою розслідування вбивства.
19 червня проти лікарів Мангера було відкрито справу за можливу підробку довідок про проблеми зі здоров'ям. Поліція відкрила справу проти працівників Херсонського кардіодиспансеру.
9 липня свідок у справі про вбивство, підозрюваний член херсонської організованої злочинної групи Павло Пилипенко пішов на угоду зі слідством, отримавши умовний вирок терміном на 5 років.
28 липня до суду було направлено обвинувачувальний акт щодо Мангера і Левіна. 
З 12 серпня Київський апеляційний суд закріпив справу щодо Мангера та Левіна за Дніпровським судом Києва, попри наполягання захисту на тому, щоб справу передали Херсонському суду.
1 жовтня Ігор Павловський заявив, що ініціатором нападу на Гандзюк був керівник Херсонської облради Владислав Мангер, який, за словами Павловського, замовив її вбивство Сергію Торбіну.
15 жовтня Київський апеляційний суд залишив під вартою Мангера та Левіна, відхиливши заяву захисту щодо зміни запобіжного заходу.
26 червня 2023 року Дніпровський суд міста Києва засудив Мангера та Левіна до 10 років позбавлення волі та компенсацію родичам загиблої в розмірі 15 мільйонів гривень.

## «Хто замовив Катю Гандзюк?»

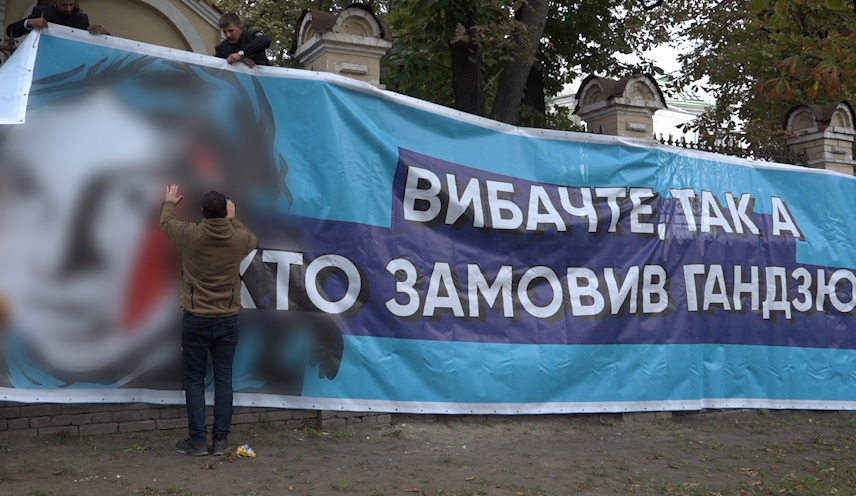
Текст на плакаті: «вибачте, так а хто замовив Гандзюк?», листопад 2018 року

За кілька днів після нападу, 3 серпня 2018 року, друзі Катерини створили ініціативу «Хто замовив Катю Гандзюк?».
На підтримку Гандзюк виступили фанати «Динамо», «Карпат», «Десни», «Кристала», «Миколаєва» та інших українських футбольних клубів, а також активісти і небайдужі, які почали розміщувати дописи, графіті та банери «Хто замовив Катю Гандзюк?» на сторінках соцмереж, стінах будинків, тротуарах і трибунах стадіонів України.
Активісти відвідують судові засідання по справі та слідкують за кроками слідства з метою, щоб усі причетні до вбивства Катерини Гандзюк були покарані.